# Grand Prix Formule 1 van Australië 2006
De Grand Prix Formule 1 van Australië 2006 werd gehouden op 2 april 2006 op Albert Park in Melbourne.

## Testrijders op vrijdag
| Team                  | Rijder            |
| --------------------- | ----------------- |
| Williams - Cosworth   | Alexander Wurz    |
| Honda                 | Anthony Davidson  |
| Red Bull - Ferrari    | Robert Doornbos   |
| BMW Sauber            | Robert Kubica     |
| MF1 - Toyota          | Markus Winkelhock |
| Toro Rosso - Cosworth | Neel Jani         |
| Super Aguri - Honda   | -                 |

## Uitslag
| Positie | Nummer | Rijder               | Team                  | Ronden | Tijd/Opgave    | Startplaats | Punten |
| ------- | ------ | -------------------- | --------------------- | ------ | -------------- | ----------- | ------ |
| 1       | 1      | Fernando Alonso      | Renault               | 57     | 1:34:27.870    | 3           | 10     |
| 2       | 3      | Kimi Räikkönen       | McLaren - Mercedes    | 57     | +1.800         | 4           | 8      |
| 3       | 7      | Ralf Schumacher      | Toyota                | 57     | +24.800        | 6           | 6      |
| 4       | 16     | Nick Heidfeld        | BMW Sauber            | 57     | +31.000        | 8           | 5      |
| 5       | 2      | Giancarlo Fisichella | Renault               | 57     | +38.100        | 2           | 4      |
| 6       | 17     | Jacques Villeneuve   | BMW Sauber            | 57     | +49.500        | 19          | 3      |
| 7       | 11     | Rubens Barrichello   | Honda                 | 57     | +51.900        | 16          | 2      |
| 8       | 14     | David Coulthard      | Red Bull - Ferrari    | 57     | +53.900        | 11          | 1      |
| 9       | 21     | Scott Speed          | Toro Rosso - Cosworth | 57     | +1:18.800      | 18          |        |
| 10      | 12     | Jenson Button        | Honda                 | 56     | +1 Ronde       | 1           |        |
| 11      | 19     | Christijan Albers    | MF1 - Toyota          | 56     | +1 Ronde       | 17          |        |
| 12      | 22     | Takuma Sato          | Super Aguri - Honda   | 55     | +2 Rondes      | 21          |        |
| 13      | 23     | Yuji Ide             | Super Aguri - Honda   | 54     | +3 Rondes      | 22          |        |
| Ret     | 4      | Juan Pablo Montoya   | McLaren - Mercedes    | 46     | Elektrisch     | 5           |        |
| Ret     | 18     | Tiago Monteiro       | MF1 - Toyota          | 39     | Mechanisch     | 20          |        |
| Ret     | 20     | Vitantonio Liuzzi    | Toro Rosso - Cosworth | 37     | Ongeluk        | 12          |        |
| Ret     | 5      | Michael Schumacher   | Scuderia Ferrari      | 32     | Ongeluk        | 10          |        |
| Ret     | 9      | Mark Webber          | Williams - Cosworth   | 22     | Transmissie    | 7           |        |
| Ret     | 15     | Christian Klien      | Red Bull - Ferrari    | 4      | Ongeluk        | 13          |        |
| Ret     | 8      | Jarno Trulli         | Toyota                | 0      | Ongeluk        | 9           |        |
| Ret     | 10     | Nico Rosberg         | Williams - Cosworth   | 0      | Schade ongeluk | 14          |        |
| Ret     | 6      | Felipe Massa         | Scuderia Ferrari      | 0      | Ongeluk        | 15          |        |

## Wetenswaardigheden
- Laatste podium: Ralf Schumacher.
- Rondeleiders: Jenson Button 3 (1-3), Fernando Alonso 51 (4-19; 23-57), Kimi Räikkönen 1 (20) en Mark Webber 2 (21-22).
- Dit was de laatste keer dat Ferrari geen punten scoorde tot de Grand Prix van Singapore 2008.
- Dit was het laatste podium voor Toyota tot de Grand Prix van Frankrijk 2008.
- Jacques Villeneuve had een motorwissel en kreeg 10 plaatsen straf.
- Scott Speed finishte als achtste maar kreeg 25 seconden straf omdat hij inhaalde onder de gele vlag. Hij kreeg ook $5000 boete.
- Jenson Button viel uit op de finishlijn door problemen met zijn motor, waardoor hij punten verspeelde, maar een straf op de grid voor de volgende race voorkwam.
- Takuma Sato was gewaarschuwd voor het negeren van blauwe vlaggen.
- Giancarlo Fisichella startte uit de pitstraat.
- Juan Pablo Montoya spinde in de opwarmronde.
- Ralf Schumacher kreeg een drive-through penalty omdat hij de snelheidslimiet in de pitstraat overschreed.
- Murray Walker maakte zijn comeback als commentator voor de Australische zender Network Ten.

## Standen na de Grand Prix

### Coureurs
| Positie | Nummer | Rijder               | Team             | Punten |
| ------- | ------ | -------------------- | ---------------- | ------ |
| 1       | 1      | Fernando Alonso      | Renault          | 28     |
| 2       | 2      | Giancarlo Fisichella | Renault          | 14     |
| 3       | 3      | Kimi Räikkönen       | McLaren          | 14     |
| 4       | 5      | Michael Schumacher   | Scuderia Ferrari | 11     |
| 5       | 12     | Jenson Button        | Honda            | 10     |

### Constructeurs
| Positie | Nummers | Team             | Rijders                              | Punten |
| ------- | ------- | ---------------- | ------------------------------------ | ------ |
| 1       | 1 2     | Renault          | Fernando Alonso Giancarlo Fisichella | 42     |
| 2       | 3 4     | McLaren          | Kimi Räikkönen Juan Pablo Montoya    | 23     |
| 3       | 5 6     | Scuderia Ferrari | Michael Schumacher Felipe Massa      | 15     |
| 4       | 11 12   | Honda            | Jenson Button Rubens Barrichello     | 13     |
| 5       | 16 17   | BMW Sauber       | Nick Heidfeld Jacques Villeneuve     | 10     |

## Statistieken
| Snelste ronde | Kimi Räikkönen | McLaren - Mercedes | 1:25.229 |

## Noot
- Dit was de tiende Grand Prix-winst voor Fernando Alonso en voor een Spaanse coureur.

1949 · 1985 · 1986 · 1987 · 1988 · 1989 · 1990 · 1991 · 1992 · 1993 · 1994 · 1995 · 1996 · 1997 · 1998 · 1999 · 2000 · 2001 · 2002 · 2003 · 2004 · 2005 · 2006 · 2007 · 2008 · 2009 · 2010 · 2011 · 2012 · 2013 · 2014 · 2015 · 2016 · 2017 · 2018 · 2019 · 2020 · 2021 · 2022 · 2023 · 2024 · 2025